# Ronald Pickup
Ronald Alfred Pickup (Chester, 7 de junio de 1940 – 24 de febrero de 2021) fue un actor británico activo en el cine el teatro y la televisión, reconocido por su participación en los seriados Doctor Who y The Crown, y por sus papeles en las películas The Day of the Jackal, Wagner, Lolita, Prince of Persia: The Sands of Time, El exótico Hotel Marigold y Darkest Hour.
Falleció el 24 de febrero de 2021 a los ochenta años.

## Filmografía

### Cine y televisión
- Three Sisters (1970) – Baron Tusenbach
- The Day of the Jackal (1973) – Forger
- Mahler (1974) – Nick
- Joseph Andrews (1977) – Sr. Wilson
- The Thirty Nine Steps (1978) – Bayliss
- Zulu Dawn (1979) – Harford
- Nijinsky (1980) – Igor Stravinsky
- Ivanhoe (1982) – John
- The Letter (1982)
- The Life of Verdi (1982) – Giuseppe Verdi
- Never Say Never Again (1983) – Elliott
- Wagner (1983) – Friedrich Nietzsche
- Pope John Paul II (1984) – Jan Tryanowski
- Camille (1984) – Jean
- Einstein (1984) – Albert Einstein
- Eleni (1985) – Spiro Skevis
- The Mission (1986) – Hontar
- The Fourth Protocol (1987) – Wynne-Evans
- Testimony (1988) – Mikhail Tukhachevsky
- Danny, the Champion of the World (1989) – Capt. Lancaster
- A Dry White Season (1989) – Louw
- Bethune: The Making of a Hero (1990) – Alan Coleman
- Kabuto (1991) – Capt. Crawford
- Bring Me the Head of Mavis Davis (1997) – Percy Stone
- Lolita (1997) – Padre de Humbert
- Breathtaking (2000) – Dr. Maclaren
- Evilenko (2004) – Aron Richter
- Secret Passage (2004) – Da Monte
- The Adventures of Greyfriars Bobby (2005) – Cecil Johnson
- A Life in Suitcases (2005) – Monsieur Moitessier
- The Christmas Miracle of Jonathan Toomey (2007) – William McDowell
- Dark Floors (2008) – Tobias
- Prince of Persia: The Sands of Time (2010) – Rey Sharaman
- El exótico Hotel Marigold (2011) – Norman Cousins
- Doc Martin (2013) – John Moysey
- El nuevo exótico Hotel Marigold (2015) – Norman Cousins
- The Crown (2016) – Arzobispo de Canterbury
- The Time of Their Lives (2017) – Frank
- Darkest Hour (2017) – Neville Chamberlain